# Ġbejna

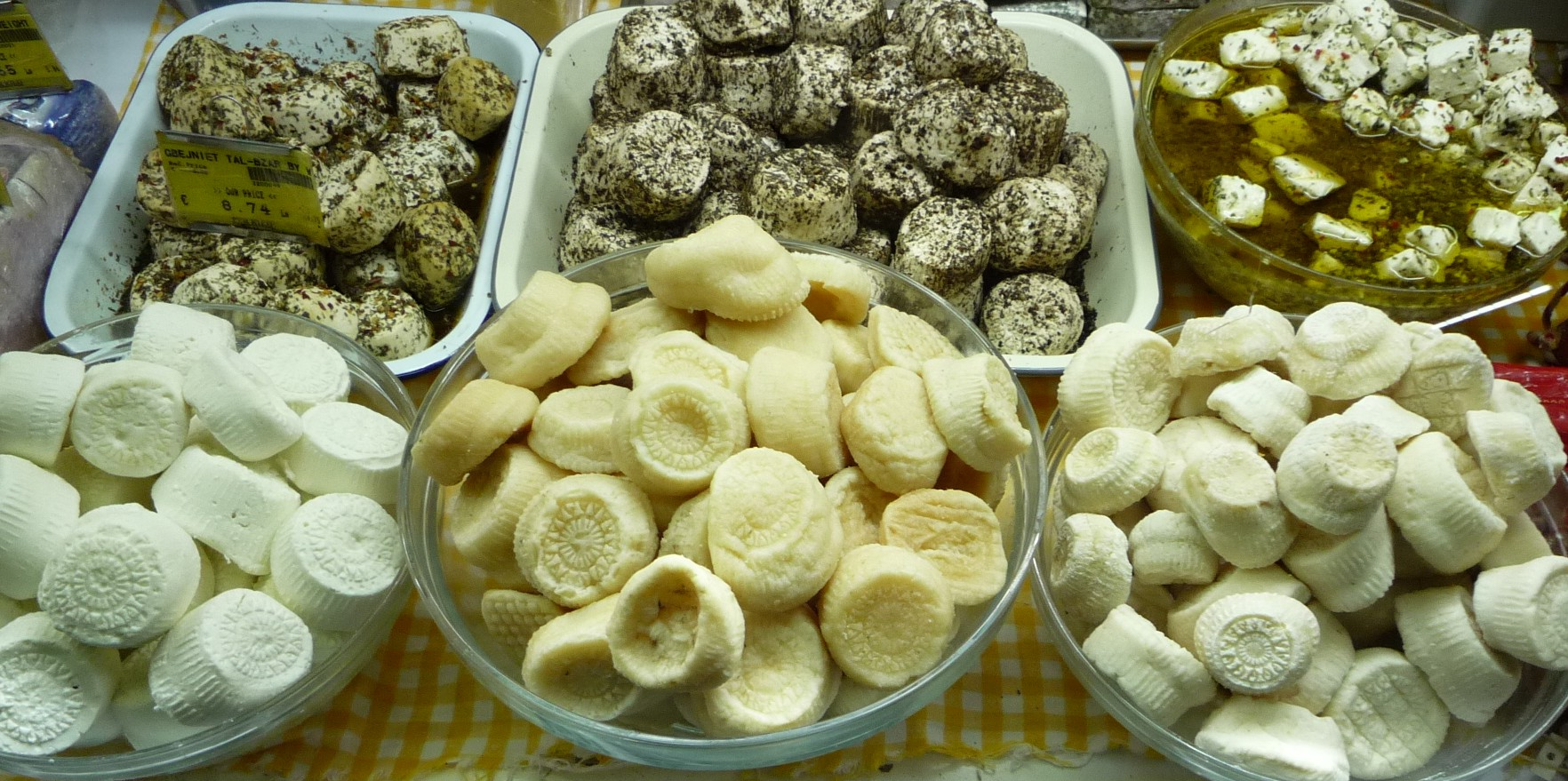
Surtido de ġbejniet fresco y curado.

El ġbejna (pronunciado en maltés [ˈd͡ʒbɛjnɐ], aproximadamente gebeina con la g inglesa; plural, ġbejniet) es el diminutivo de ġobna («queso»), traducible como «quesito» o «quesillo». 
El resto de este artículo describe el ġbejna tan-nagħaġ («quesito de oveja»), un tipo de queso maltés hecho en Malta y Gozo;
Ġbejna tan-nagħaġ es un pequeño queso redondo hecho en Malta a partir de leche de oveja, sal y cuajo. La mayoría de la leche de oveja producida en Malta se utiliza para la producción de estos pequeños quesos.
La leche en Malta se vendía tradicionalmente ordeñando cabras en las calles y se vendía de inmediato tal como estaba.  La leche no pasteurizada vendida fue una de las causas de la propagación de la brucelosis (en maltés, Deni Irqiq «la fiebre maltesa») a fines del siglo XIX y principios del siglo XX. Se le acredita a Themistocles Zammit el detener esta pandemia.
Antes de la adhesión de Malta a la Unión Europea, la UE aceptó la solicitud de Malta de proteger el ġbejna junto con la variante tradicional de la ricotta.

## Preparación y variedades
El ġbejna tiene forma de un obstáculo de queso hecho de juncos secos, aunque ahora también se usan los de plástico. Se secan tradicionalmente en pequeñas habitaciones ventiladas, con ventanas protegidas por una malla mosquitera. Se dice que antiguamente se usaba agua de mar para cuajar el queso. Hoy en día se usa cuajo, y está disponible tanto en leche pasteurizada como no-pasteurizada.
Los ġbejniet se preparan y se sirven en una variedad de formas: frescos (friski o tal-ilma), secos (moxxa, bajda o t'Għawdex), curadas con sal (maħsula) o con pimienta (tal-bżar). La variedad fresca tiene una textura suave y un sabor lechoso y se mantiene en su propio suero de manera similar a la mozzarella. La variedad seca tiene un sabor más definido, como a nuez, casi almizclado, y es bastante dura. La variedad con pimienta se cubre con pimienta negra molida y se cura, después de lo cual se puede almacenar en aceite o en vinagre. Su sabor fuerte se vuelve más picante a medida que envejecen y también desarrollan una textura desmenuzable.

## En la gastronomía maltesa
Ġbejna es un elemento importante en una serie de platos como soppa tal-armla. A menudo se agrega a los platos de pasta o sopa (como en el kusksu) para mejorar el sabor, como cobertura de pizza o como relleno para hacer ħobż biż-żejt.